# Comboyus albilineatus
Comboyus albilineatus is een hooiwagen uit de familie Cranaidae.